# Georges De Smeyter
Georges De Smeyter (Eine, 6 januari 1928 - Ronse, 26 februari 1998) was een Belgisch syndicalist en politicus voor de SP.

## Levensloop
De Smeyter was bediende bij het ABVV en was van 1968 tot 1988 ABVV-secretaris van het arrondissement Oudenaarde. Vervolgens was hij voorzitter van het ABVV-gewest Oudenaarde-Ronse van 1988 tot 1990.
Hij was daarnaast politiek actief voor de SP en was voor deze partij gemeenteraadslid van Ronse. Tevens zetelde hij van 1979 tot 1987 in de Belgische Senaat als provinciaal senator voor Oost-Vlaanderen. In de periode januari 1979-oktober 1980 zetelde hij als gevolg van het toen bestaande dubbelmandaat ook in de Cultuurraad voor de Nederlandse Cultuurgemeenschap. Vanaf 21 oktober 1980 tot november 1981 was hij lid van de Vlaamse Raad.